# جون إل. جيبس
جون إل. جيبس (بالإنجليزية: John L. Gibbs)‏ هو محامي وسياسي أمريكي، ولد في 3 مايو 1838 في مقاطعة برادفورد في الولايات المتحدة، وتوفي في 28 نوفمبر 1908 في أواتونا في الولايات المتحدة. حزبياً، نشط في الحزب الجمهوري. وقد انتخب عضو مجلس نواب مينيسوتا.